# Caciquats d'Hispaniola

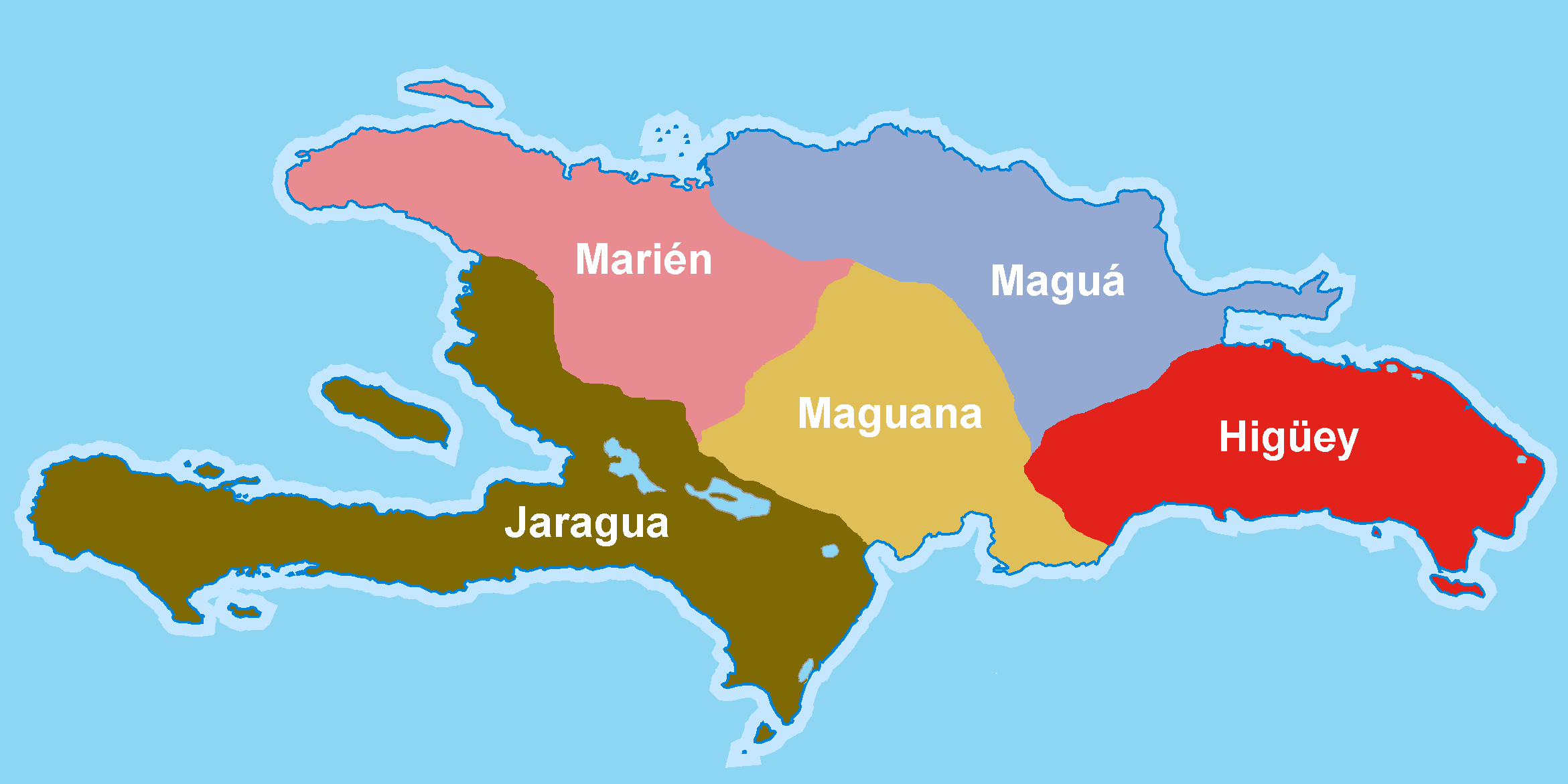
Caciquats d'Hispaniola.

Les caciquats (en espagnol, cacicazgo)  désignent les cinq territoires indépendants de l'île appelée par les Taïnos avant la colonisation espagnole, Haïti, Quisqueya ou Bohio, chacun étant gouverné par un cacique. Ce gouvernement était héréditaire et totalement absolu, la population devant obéissance et soumission au cacique. L'île a été baptisée Hispaniola par les colons.
Les limites de chaque caciquat étaient claires et précises, les premiers habitants de l'île utilisaient en effet les éléments naturels comme références, comme les grands cours d'eau, les hautes montagnes, les vallées et les plaines notables. Ceci permettait d'établir exactement jusqu'où s'étendait chaque territoire.
Chaque caciquat était divisé en nitaínos, subdivisions dirigées par des assistants du cacique.

## Caciquat du Marien

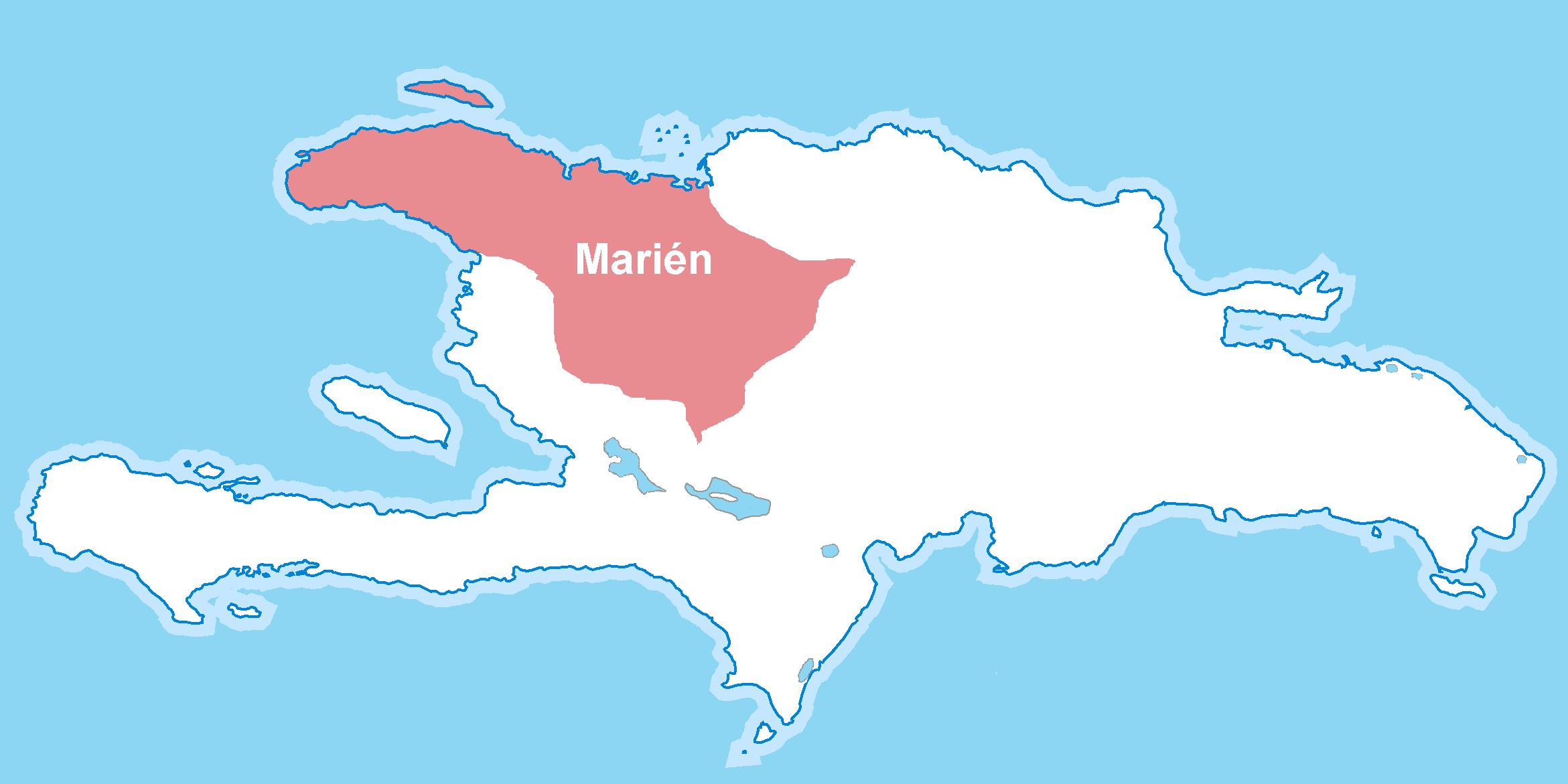
Caciquat de Marien

Le Caciquat de Marien (Cacicazgo de Marién) comprenait toute la partie nord-ouest de l'île, limité au Nord par l'Océan Atlantique, au Sud par le Caciquat de Xaragua, à l'Est par les Caciquats de Magua et de Maguana, et à l'Ouest par le Canal du Vent.
Il était gouverné par le cacique Guacanagaric, dont le siège était situé à El Guarico, près de l'actuelle ville haïtienne  de Cap-Haïtien. Il était divisé en 14 nitaínos. Ce caciquat fut le premier à accueillir Christophe Colomb et à se convertir au christianisme.
Le Caciquat du Marien lutta contre le cacique Mairení, aidé par le cacique Caonabo du Caciquat de Maguana, pour le contrôle du lieu mythique de la déesse Mère Iermao du Caciquat de Marien. La Mère Iermao était la déesse du caciquat de Marien, qui signifie « Corps de pierre ».
Pour cette bataille, Guacanagarix s'allia aux conquérants espagnols pour vaincre l'alliance de Mairení et Caonabo et rester ainsi le cacique principal de l'ensemble du Caciquat de Marien et du lieu mythique de Chacuey. 

### Étendue géographique

#### République dominicaine
- Dajabón
- Monte Cristi
- Santiago Rodríguez
- Valverde

#### Haïti
- Département de l'Ouest
- Artibonite
- Département du Centre
- Département du Nord-Est
- Département du Nord-Ouest
- Département du Nord
- Département du Sud
- Département du Sud-Est
- Département de la Grand-Anse
- Département du Nippe

## Caciquat de la Magua

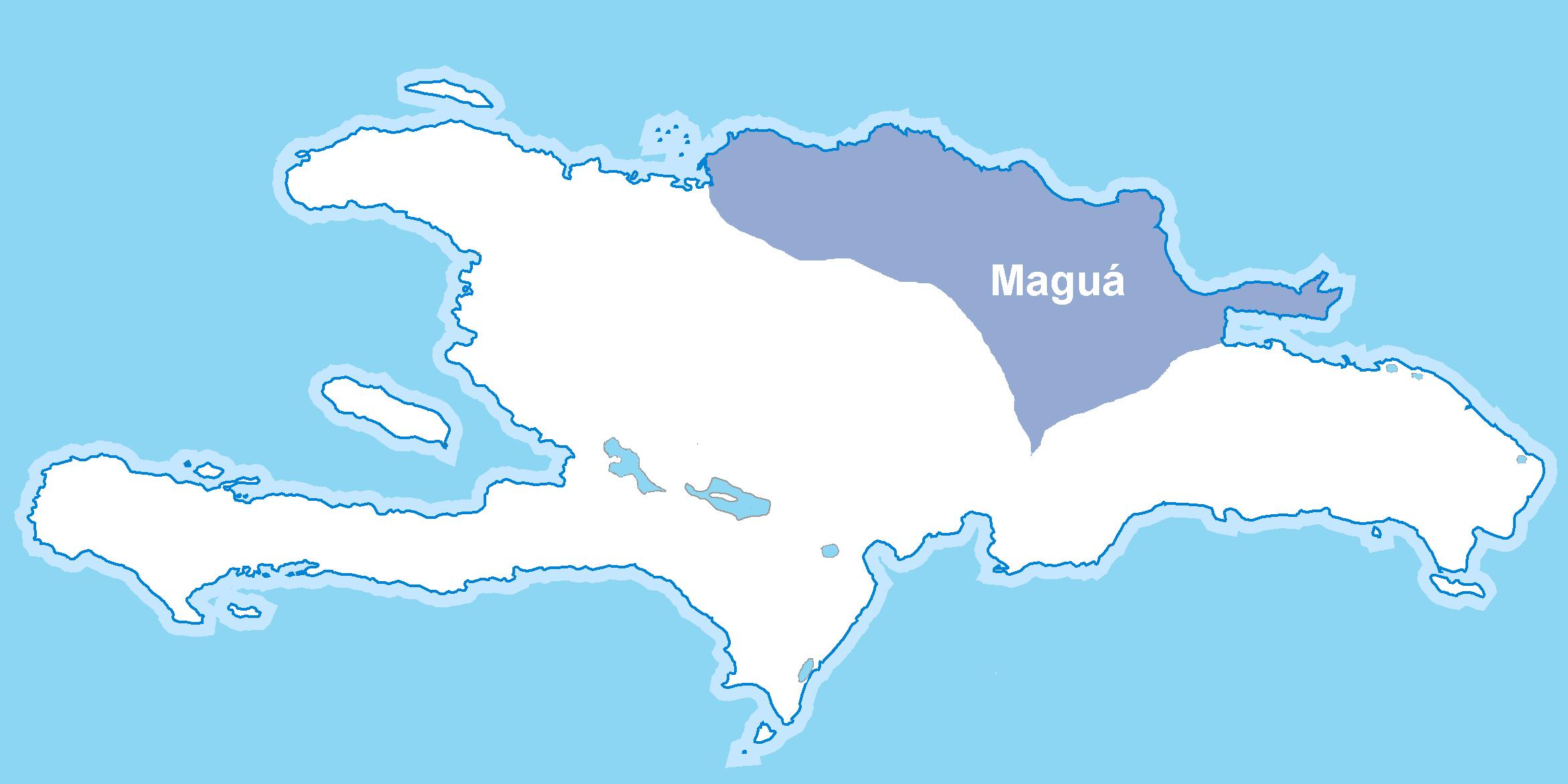
Caciquat de Maguá

Le Caciquat de la Magua (Cacicazgo de Maguá) se trouvait sur toute la partie nord-est de l'île, limité au Nord et à l'Est par l'Océan Atlantique, au Sud par les Caciquats de Maguana et Hyguey, et à l'Ouest par les Caciquats de Maguana et Marien. Ce Caciquat ne couvrait que des territoires de l'actuelle République dominicaine.
Il était gouverné par le cacique Guarionex, dont le siège se situait près de l'actuel lieu de Santo Cerro, à La Vega. Il se divisait en 21 nitaínos. Ce caciquat était l'une des régions les plus riches de l'île.
Magua a pour signification: “la Pierre” et sa déesse-mère était Guacar ou la Pierre Mère.

### Étendue géographique

#### République dominicaine
- Duarte
- Espaillat
- La Vega
- María Trinidad Sánchez
- Monseñor Nouel
- Puerto Plata
- Hermanas Mirabal
- Santa Bárbara de Samaná
- Sánchez Ramírez
- Santiago

## Caciquat de la Maguana

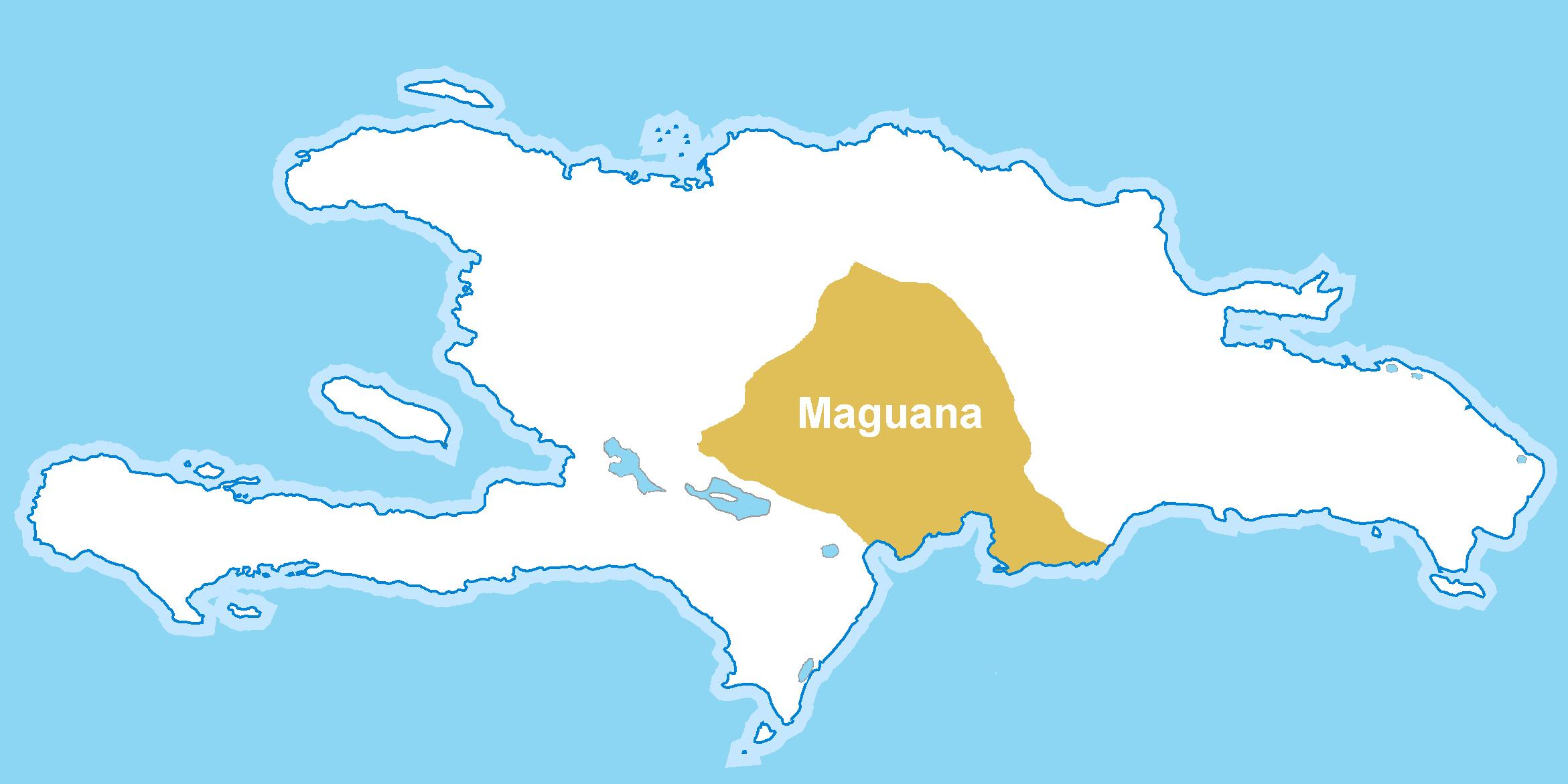
Caciquat de Maguana

Le Caciquat de la Maguana (Cacicazgo de Maguana) se trouvait au centre de l'île de Quisqueya, limité au Nord par les Caciquats de Marien et Magua, au Sud par la mer des Caraïbes, à l'Est par les Caciquats de Magua et Hyguey, et à l'Ouest par les Caciquats de xaragua et Marien. Ce caciquat ne couvrait que des territoires de l'actuelle République dominicaine.
Il était gouverné par le cacique Caonabo, époux d'Anacaona. Son siège était établi au lieu dénommé Corral de los Indios, à Juan de Herrera, de San Juan. Il se divisait en 21 nitaínos. Cette province se consacrait à l'art de la guerre.
Ce Caciquat était le principal de l'île et était représenté par « la Pierre ». Le terme Maguana signifie « la première pierre, la pierre unique ». Sa déesse-mère était Apito, qui signifie « Mère de la Pierre ».
Le cacique Caonabo fut le premier à opposer résistance à l'occupation espagnole. Ce chef est accusé d'être responsable de la destruction du fort de La Navidad, premier établissement espagnol en terres américaines, installé par Christophe Colomb devant l'impossibilité de rapatrier l'ensemble de ses hommes vers l'Espagne lors de son premier voyage. En raison de cette attaque et de la tentative d'assaut du Fort de Saint-Thomas, Caonabo fut fait prisonnier. Alonso de Ojeda le trompa en lui faisant croire qu'il allait lui offrir des manilles d'or. Caonabo fut menotté et transféré vers La Isabela, puis envoyé en Espagne. Le chef mourut dans un naufrage lors de la traversée.

### Étendue géographique

#### République dominicaine
- Azua
- Baoruco
- Elías Piña
- La Vega
- Peravia
- San Cristóbal
- San José de Ocoa
- San Juan
- Santiago

## Caciquat du Xaragua

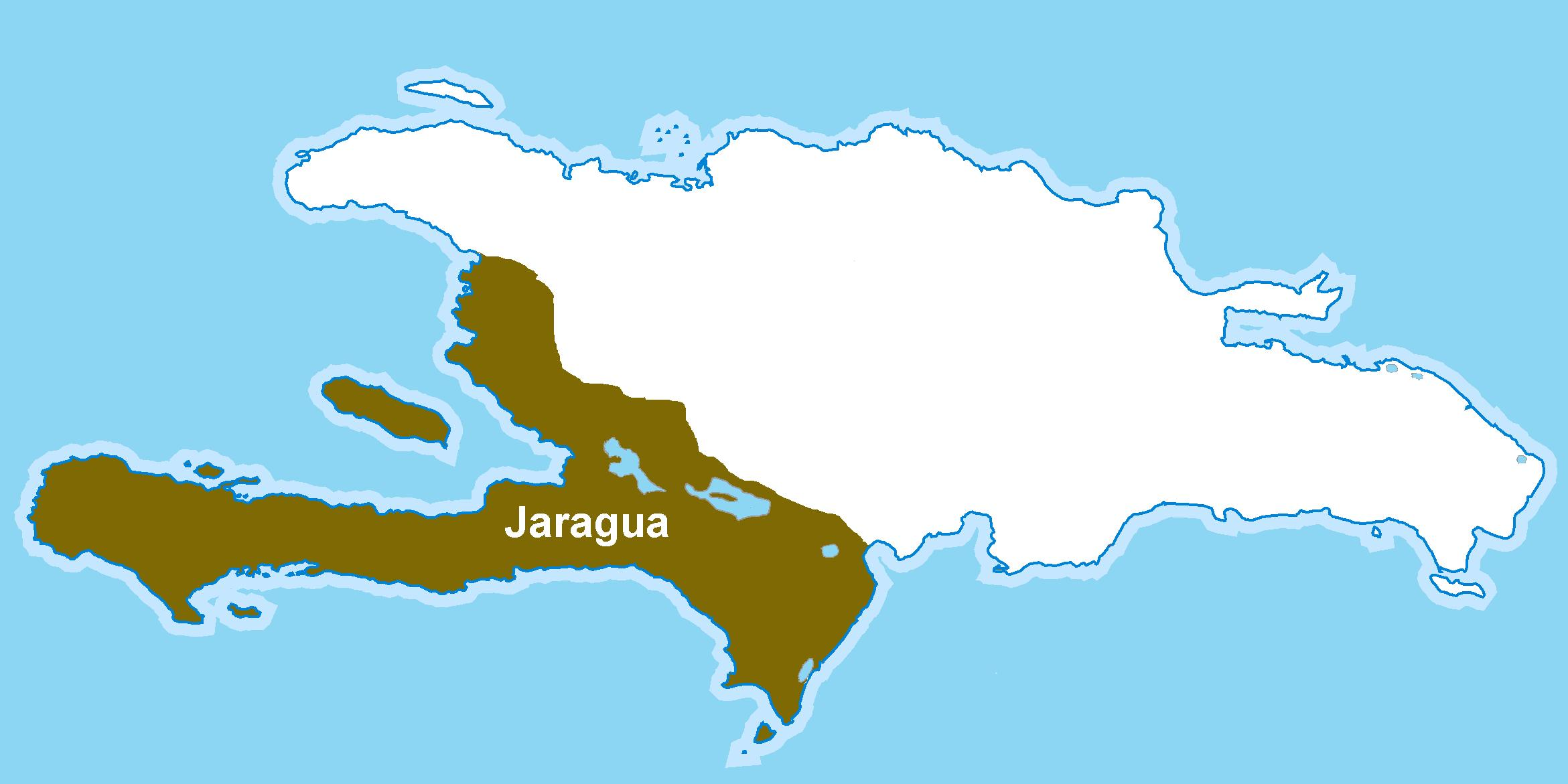
Caciquat de Xaragua (Jaragua)

Le Caciquat de Xaragua (Cacicazgo de Jaragua) s'étendait sur tout le sud-ouest de l'île d'Hispaniola. Il était délimité au Nord par le Caciquat de Marien, au Sud par la mer des Caraïbes, à l'Est par les Caciquats de Maguana et Marien, et à l'Ouest par le Détroit de la Jamaïque.
Il était gouverné par le cacique Bohechio. Il était le plus étendu de l'île. Son siège était situé dans un lieu dénommé Yaguana, l'actuel Léogane en Haïti. Il se divisait en 26 nitaínos. On écrit aussi parfois Xaragua.
Bohechío, frère d'Anacaona, devait résider à Yaquimo, au sein du Caciquat de Xaragua, car il devait soutenir une guerre contre deux groupes très primitifs, premiers occupants de l'île, les uns étant situés dans la région des rivières Las Cuevas et Yuboa et les autres étant à l'extrême sud-ouest de l'île, dans un lieu dénommé Guacayarima. Ceci obligeait Bohechío à une double alliance, d'une part avec le cacique de Haniguayagua pour le contrôle des aborigènes du Sud-Ouest et, d'autre part, avec Caonabo pour le contrôle et l'accès au lieu cérémonial de Yuboa, le principal de l'île. 
La déesse-mère du Caciquat de Xaragua était Zuimaco, dérivé de l'union de Xaragua : Zui et Yaquimo : Maco.
Hatuey, cacique exécuté par les Espagnols en 1512, proviendrait de cette région, et plus précisément, de l'île de La Gonâve.

### Étendue géographique

#### République dominicaine
- Baoruco
- Barahona
- Independencia
- Pedernales

#### Haïti
- Artibonite
- Grand'Anse
- Nippes
- Département Ouest
- Département Sud
- Département Sud-Est

## Caciquat du Hygüey

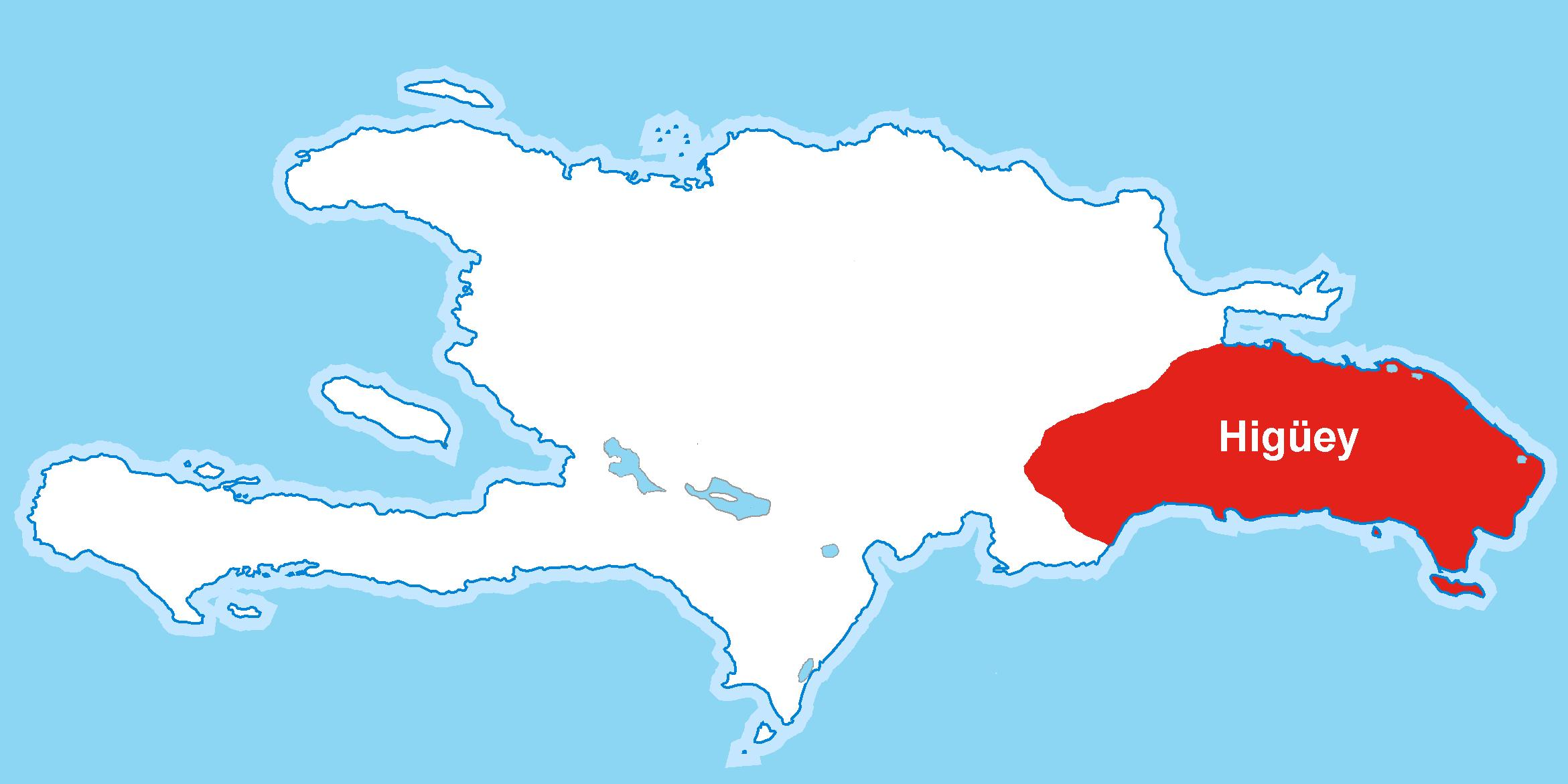
Caciquat de Higüey

Le Caciquat du Hygüey  (Cacicazgo de Higüey) s'étendait sur tout le Sud-Est de l'île d'Hispaniola, limité au Nord par le Caciquat de Maguá et la Baie de Samaná, au Sud par la mer des Caraïbes, à l'Est par le Canal de la Mona, et à l'Ouest par les Caciquats de Maguana et Maguá. Ce caciquat ne couvrait que des territoires de l'actuelle République dominicaine.
Il était gouverné par le cacique Cayacoa, puis sa veuve Agnès Cayacoa convertie au Christianisme, puis par Cotubanama. Son siège était situé dans l'actuelle ville de Higüey. Ce caciquat s'étendait depuis Cabo Engaño jusqu'au fleuve Haina. Il se divisait en 21 nitaínos. Ce caciquat est aussi connu sous le nom de Higüanamo.
La déesse-mère du Caciquat de Hyguey est Atabeira, qui signifie « la Mère de la Pierre Originale ».

### Étendue géographique

#### République dominicaine
- Saint-Domingue
- El Seibo
- Hato Mayor
- La Altagracia
- La Romana
- Monte Plata
- San Pedro de Macorís